# Michael Runkel

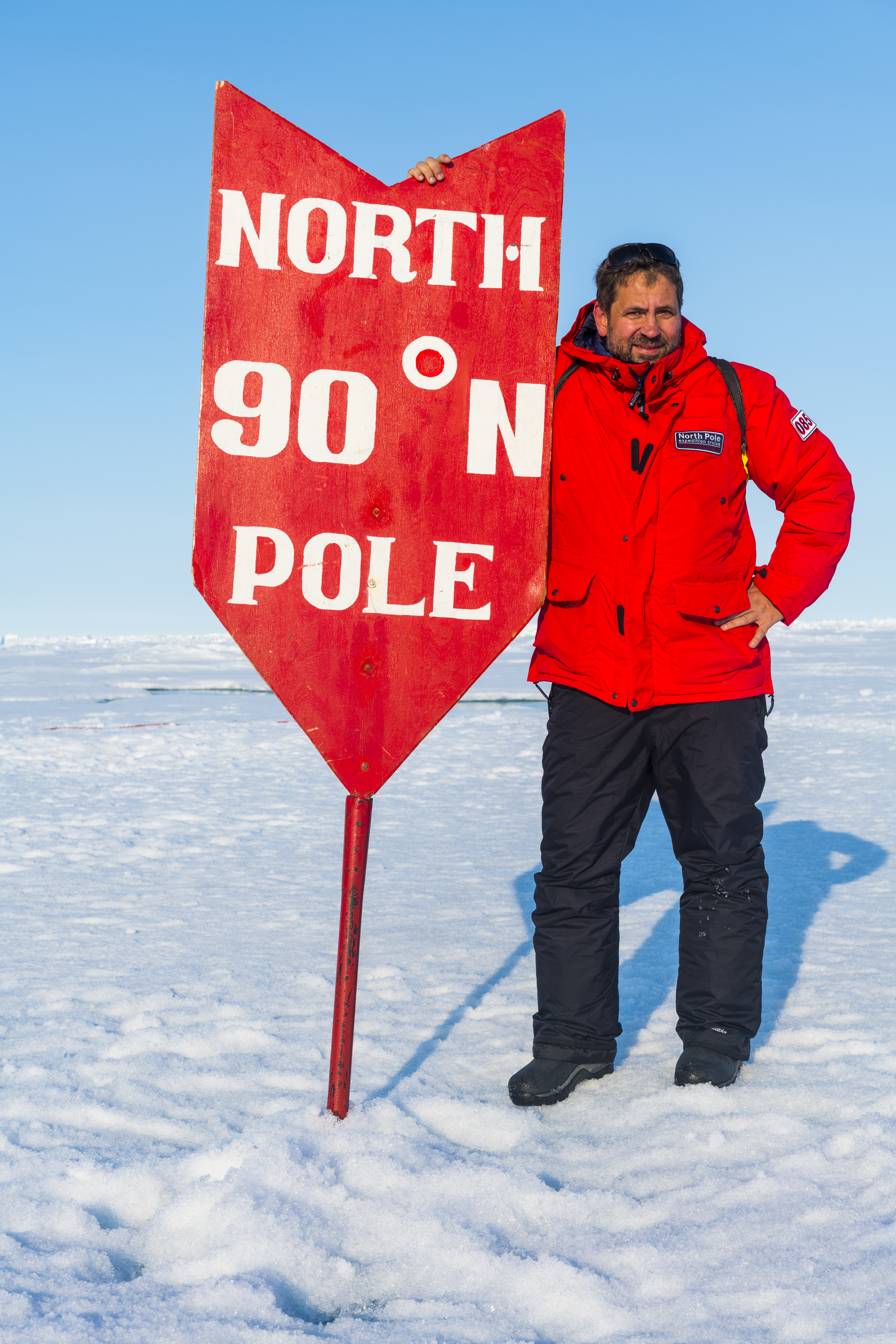
Michael Runkel am Nordpol (2018)

Michael Runkel (* 20. Mai 1969 in Neustadt an der Aisch) ist ein  deutscher Reisefotograf, Autor, Redner und Reisender, der alle 193 Mitgliedsstaaten der Vereinten Nationen bereist hat und zweimal für den Preis Reisefotograf des Jahres unter den Top 5 Reisefotografen der Welt nominiert wurde.

## Werdegang
Runkel wurde in Neustadt an der Aisch in Bayern geboren und erwarb nach seinem Studium an der Friedrich-Alexander-Universität Erlangen-Nürnberg einen Master in Wirtschafts- und Sportwissenschaften. Im Jahr 2003 fügte er einen Master in Geographie hinzu. Er lebt in Nürnberg.
Er ist mit der ehemaligen Popsängerin Samantha Stollenwerck Runkel verheiratet und hat zwei Kinder.

## Reisen
1988 trat Michael Runkel seine erste Reise außerhalb Europas mit Interrail nach Marokko an, und seitdem haben ihn nach eigenen Angaben  seine Reisen  um die Welt in alle 193 UNO Länder geführt. Weihnachten 2003 überlebte Michael Runkel das Erdbeben von Bam / Iran mit Zehntausenden von Opfern. Er rettete mit einer Freundin zehn andere Touristen und Einheimische aus den Trümmern des eingestürzten Gebäudes und wurde dafür mit der Goldenen Medaille am roten Bande für Verdienste um die Republik Österreich ausgezeichnet. Die Rettungsgeschichte war weltweit die Titelgeschichte des Readers Digest. Beeindruckt von der Verwüstung und den Erlebnissen startete Michael Runkel in den nächsten fünf Jahren ein Hilfsprojekt, das mit dem Bau einer Schule (zusammen mit der Rudolf-Walther-Stiftung), dem Wiederaufbau des Hotels, in dem er wohnte, und einem Projekt zur Ausbildung von Witwen, die keine Hilfe von der lokalen Regierung erhielten (zusammen mit Arche Nova .e.g.) endete. Seine Bemühungen wurden in der ARTE-Dokumentation „Bam, die verschwundene Oase“ dokumentiert.
2018 hat Michael Runkel als sein letztes Land Saudi-Arabien besucht, so dass er nun alle Länder bereist hat. Im selben Jahr reiste er auf dem atomgetriebenen russischen Eisbrecher „50 Let Pobedy“ zum Nordpol.
Er hat 1230 von 1301 Regionen auf der ganzen Welt bereist und ist nun laut den Reiseclubs nomadmania.com und mosttravelledpeople.travel der zweitmeistgereiste Mensch der Welt.
Michael Runkel trat in  Fernseh- und Radiosendungen auf. Er wurde in Dutzenden von Publikationen z. B. der  BBC, von  Foxnews, Spiegel, Bild, Süddeutsche und Readers Digest vorgestellt, zitiert oder es wurde über ihn geschrieben.

## Fotograf
Seine Arbeit  als Fotograf begann 1993, als er während der Nachwehen der Roten-Khmer-Guerillabewegung zwei neuseeländische Reisefotografen traf, die ihn in das Gebiet der Reisefotografie einführten.
Im Laufe der Jahre fotografierte er für viele Reiseveranstalter. Seine Bilder erschienen in Reiseführern, Zeitungen, Magazinen und verschiedenen Multimedia-Medien, darunter die New York Times, National Geographic, GEO Magazine, Conde Nast und Lonely Planet.
Ein Schwerpunkt seiner Arbeit sind UNESCO-Welterbestätten, die die Schönheit und das Erbe des Planeten Erde zeigen. Bislang hat er fast 850 von 1157 fotografiert.
2018 wurde Michael Runkel von Photoshelter in die Liste der Top-Reisefotografen der Welt aufgenommen. Im selben Jahr wurden seine Bilder im „Museum für Industriekultur“ in Nürnberg mit 15.000 Besuchern ausgestellt.
Sein erstes Buch „Meine Reisen an die Enden der Welt“ enthält Bilder und Geschichten von seinen Reisen in entlegene Winkel der Welt.
Für sein zweites Buch, einen Bildband über die Südsee, hat er auch die Buchgestaltung übernommen.
In den Jahren 2021 und 2022 erhielt Michael Runkel eine  Empfehlung beim  Travel Photographer of the Year Award.

## Redner
Michael Runkel wurde als Redner zu Vorträgen über Fotografie, Reisetipps und über seine Reiseerfahrungen eingeladen. Im Jahr 2023 trat er als Hauptredner bei der African Travel Content Creator Conference in Lagos/Nigeria und beim MTP Travel Summit in Ciudad de la Paz in Äquatorialguinea auf.

## Auszeichnungen und Ehrungen
- 2004 Goldene Medaille am roten Bande für Verdienste um die Republik Österreich
- 2025 Ehrendoktor (Dr. h. c.) der Atlântico Business School, Porto, Portugal[33]